# Val di Zoldo
Le val di Zoldo (ou val Zoldana, plus simplement Zoldo ou le Zoldano) est une vallée de la province de Belluno, sillonnée par le cours du torrent Maè, affluent droit du Piave. La vallée est traversée par la route nationale 251 sur toute sa longueur. La section initiale appelée Canal du Maè appartient à la municipalité de Longarone. 

## Géographie

### Section aval: leCanal du Maè

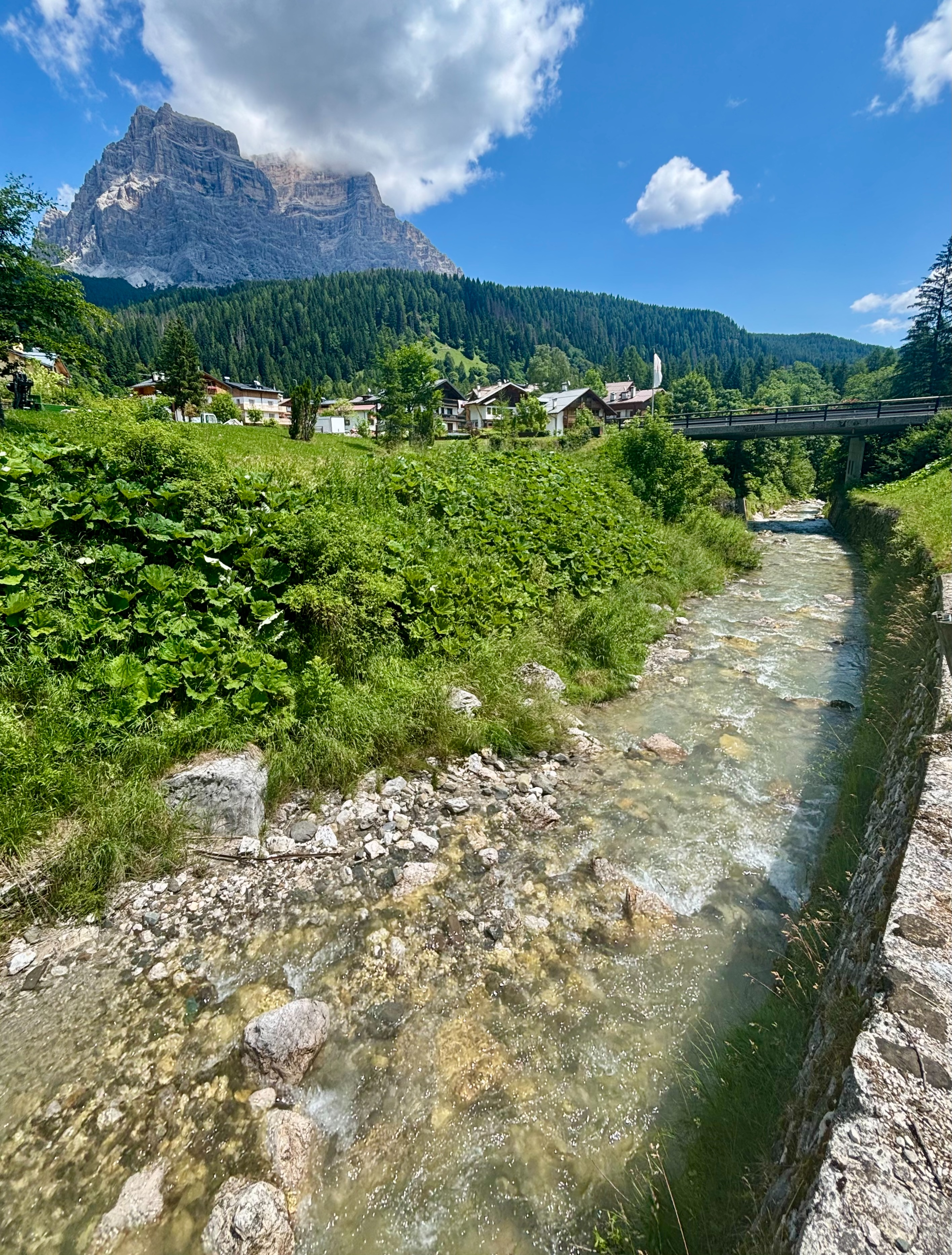
Le torrent Maè.

La vallée commence au confluent de la Maè dans le Piave, à Pirago di Longarone. La première moitié est caractérisée par un paysage très sauvage et, en raison de la profondeur des ravins creusés par le ruisseau et de la raideur des pentes, n'est pas très adaptée à l'établissement humain ; en effet, il n'y a que les hameaux d'Igne et de Soffranco (commune de Longarone) et quelques maisons isolées.

### Section amont
La route nationale, après un tunnel, sort juste au centre principal de la vallée, Forno di Zoldo. De là, une vallée latérale sur la gauche orographique mène à Zoppè di Cadore, situé plus en amont. Plus loin, après avoir traversé quelques villages (caractéristique de la région est la présence de nombreuses villas dispersées) se trouve Fusine, siège de la commune de Val di Zoldo et, en allant encore plus loin, Pècol, le principal centre touristique. C'est ici que se termine la vallée, au pied de la Civetta et du Monte Pelmo, tandis que la route nationale continue son chemin au-delà de la forcella Staulanza et du val Fiorentina. La vallée du Boite et l'Agordino sont également en communication avec le val di Zoldo, respectivement via les cols Cibiana et Duran. 
Les reliefs les plus importants sont la Civetta (3 218 m), la Moiazza (2 878 m) et le Monte Pelmo (3 168 m) ; figurent également la Cima di San Sebastiano (2 488 m), le Tàmer (2 547 m), le Spiz di Mezzodì (2 324 m), le Prampèr (2 409 m) et le Sasso di Bosconero (2 468 m). Ils sont tous inclus dans les Dolomites de Zoldo, une sous-section des Dolomites.

## Histoire

### Origines
Les événements du val Zoldana, loin du trafic commercial et dénués d'intérêt économique, sont obscurs jusqu'à la fin du Moyen Âge. On peut supposer que, pendant la Préhistoire, la zone n'était pas habitée en permanence (alors que des signes d'établissement stable ont été trouvés dans d'autres vallées des Dolomites). Des sites de chasse ont été identifiés, mais elle n'aurait pas été habitée de manière permanente même pendant la période pré-romaine et romaine. Il y a trois inscriptions de cette dernière période, datant du Ier siècle, situées sur les pentes nord de la Civetta, indiquant les limites des territoires de Iulium Carnicum (Zuglio, dans la province d'Udine) et Bellunum (Belluno). Pendant des siècles, le Zoldano fut donc une zone frontalière, plus tard entre les territoires de Belluno (auquel il appartenait) et de Cadore.

### Moyen Âge
Le début du Moyen Âge est un âge mystérieux et les quelques événements mentionnés sont essentiellement légendaires. Il est probable que sous les Lombards il y eut un premier embryon du système de regola, qui dura sans interruption jusqu'au XIXe siècle. 
Les colonies stables se sont produites vers l'an 1000. En fait, Zoldo a été nommé pour la première fois en 1031 seulement dans une bulle papale. Plus tard, le territoire est passé à Ezzelino III da Romano (1249) avec l'Agordino, puis aux Avoscano (1347), originaire du haut Cordevole. Peu de temps après, c'est au tour de Louis Ier de Hongrie de l'attribuer à la famille Da Carrare. Divers événements la donnèrent une première fois à Venise (1404) puis définitivement en 1420 à laquelle elle resta jusqu'à la chute de la République (1797).

### La Serenissima
En 1508, la région fut impliquée dans l'invasion de Cadore par les troupes de l'empereur Maximilien Ier du Saint-Empire romain germanique. De nombreux habitants de la vallée ont également contribué à la victoire de la Serenissima en tant que guides du commandant Bartolomeo d'Alviano.
Au XVe siècle, la vallée est devenue prospère grâce à l'activité sidérurgique qui a fourni des matériaux pour l'Arsenale de Venise (de nombreux toponymes rappellent encore l'existence de fours, d'ateliers et de forges). Entre le XVIe siècle et le XVIIe siècle, plusieurs palais ont vu le jour qui témoignent encore d'un passé florissant.

### XIXeetXXesiècles

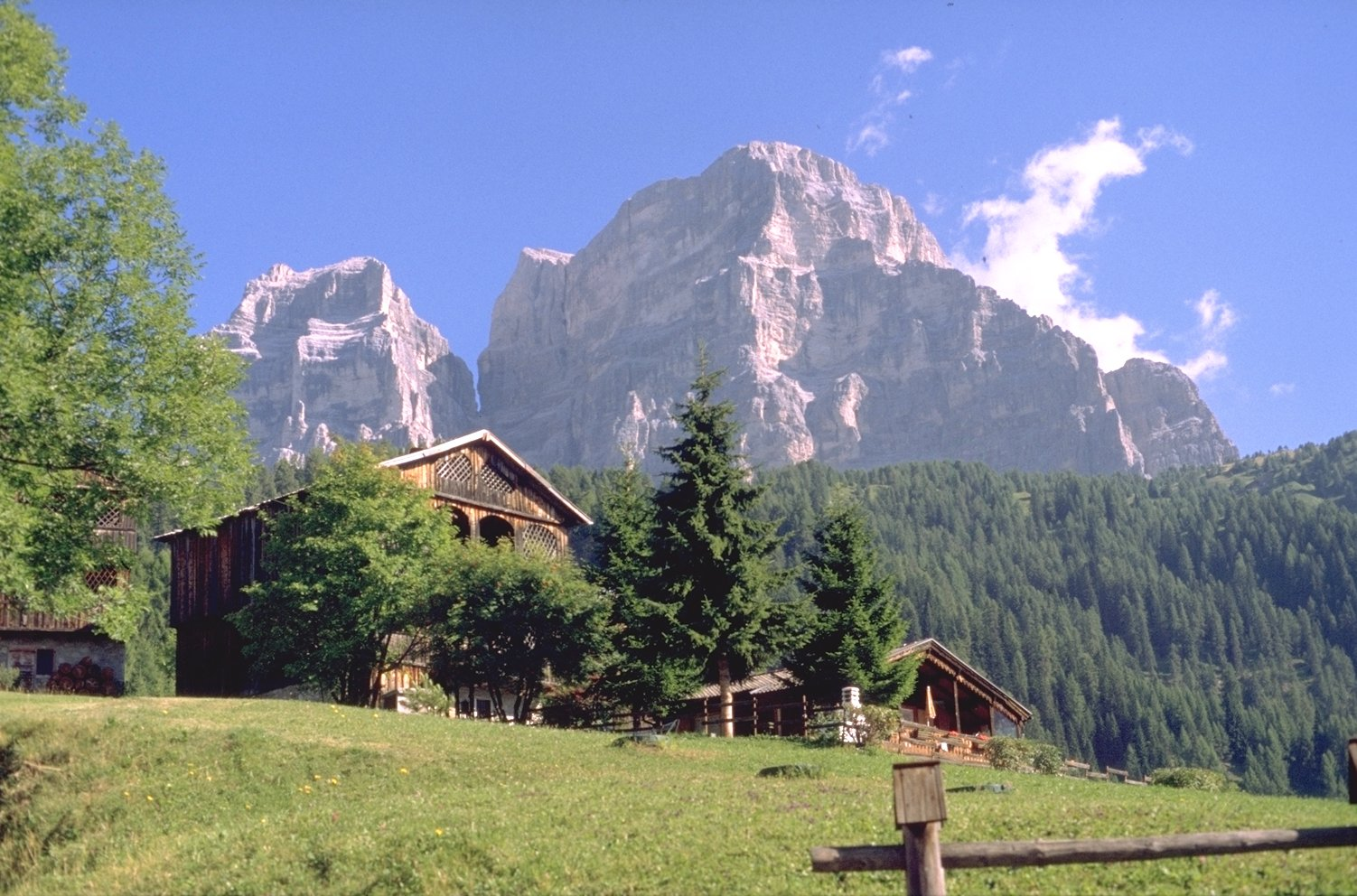
Monte Pelmo depuis Coi (Zoldo Alto).

Une fois Venise tombée, la vallée passa des Français aux Autrichiens et vice versa, puis finalement devint définitivement autrichienne en 1806. Les nouveaux occupants ont financé plusieurs travaux publics ; en particulier, la route d'accès principale a été améliorée et une carte topographique du royaume de Lombardie-Vénétie a été créée. 
Après avoir participé aux événements du Risorgimento, S. Titian de Goima aujourd'hui Zoldo Alto, Zoppè et Forno di Zoldo sont passés au royaume d'Italie (1866). Entre-temps, l'industrie moderne faisait baisser l'activité manufacturière traditionnelle, de sorte que de nombreux habitants doivent émigrer — principalement vers les Amériques et l'Allemagne — pour trouver du travail. Entre la seconde moitié du XIXe siècle et la première moitié du XXe siècle, les zoldans sont devenus particulièrement réputés comme glaciers. 
Pendant la Première Guerre mondiale, le val di Zoldo a dû subir l'occupation autrichienne jusqu'à la libération du 3 novembre 1918. 
En 1958, le barrage de Pontesei est construit au début de la vallée, après quoi le lac homonyme s'est formé.
Le val di Zoldo a connu un développement modéré à partir des années 1960 de la deuxième période d'après-guerre grâce au tourisme, en dépit d'être fortement touché par l'inondation de 1966, après quoi le tronçon initial de la route qui le traverse a été repensé, déplacé et sécurisé (aujourd'hui la route nationale 251). Le tourisme a connu une augmentation considérable, notamment à la suite de la création du domaine skiable de Civetta (1982), qui depuis l'hiver 1993/1994 fait partie du Dolomiti Superski.

## Langue
Le dialecte zoldan, parlé couramment par la plupart des habitants des trois communes de la vallée, a des affinités importantes avec les langues parlées des vallées voisines, et en particulier avec les dialectes de la région d'Agordina. 
Le zoldan, ainsi que la plupart des dialectes agordins, est généralement classé parmi les langues ladin-vénitienne et est reconnu par la loi 482/1999 comme appartenant à la minorité linguistique ladine. La définition ladin-vénitien est utilisée pour identifier les variantes locales du ladin qui, tout en conservant les caractéristiques de la langue ladine, ont des influences linguistiques de la région voisine du nord de la Vénétie. La perméabilité aux influences extérieures a caractérisé, dans différentes tailles, presque toutes les vallées ladines qui ont l'italien comme seconde langue, un phénomène qui ne s'est pas produit dans les régions où l'allemand est la langue de référence (Gardena et Badia). 
En ce qui concerne le cas spécifique de Zoldo, la langue parlée a des caractéristiques lexicales et phonétiques capables de marquer une plus grande distance de la zone vénitienne par rapport aux mots parlés dans l'ordre du centre-sud, avec des concordances lexicales importantes avec la zone centrale du Ladin mais, contrairement à ce qui se trouve à la place dans les dialectes de Cadore et dans le val Fiorentina voisin, il se caractérise par une présence réduite de phénomènes linguistiques typiquement ladins
Le premier document écrit en zoldan est une traduction de la parabole du fils prodigue datée du 2 mai 1835. 
Le lexique zoldan montre la présence de termes rhétiens et celtiques, lombards et vénitiens, mais aussi de termes français et allemands entrés plus récemment. Comme presque tous les dialectes de l'Italie, le zoldan a également tendance à s'appauvrir aujourd'hui, adaptant souvent les termes de la langue italienne. Enfin, il convient de noter qu'il présente une homogénéité remarquable, malgré la dispersion de ses villages. Plus dans le passé que maintenant, il y avait cependant une légère différence entre les discours de la haute et de la basse vallée. 